# Adelzhausen
Adelzhausen – miejscowość i gmina w Niemczech, w kraju związkowym Bawaria, w rejencji Szwabia, w regionie Augsburg, w powiecie Aichach-Friedberg, wchodzi w skład wspólnoty administracyjnej Dasing. Leży około 12 km na południe od Aichach, przy autostradzie A8.

## Demografia
| Rok  | Liczba mieszk. |
| ---- | -------------- |
| 1970 | 862            |
| 1987 | 1 084          |
| 2000 | 1 431          |

## Polityka
Wójtem gminy jest bezpartyjny Lorenz Braun, poprzednio urząd ten obejmował Thomas Goldstehomas Goldstein, rada gminy składa się z 12 osób.
|      | Parteilose Wählergemeinschaft | Alternative Adelzhausen | Razem |
| 2008 | 8                             | 4                       | 12    |
| 2002 | 12                            | -                       | 12    |